# Marek Marciniak (naukowiec)
Marek Andrzej Marciniak (ur. 1951 w Pleszewie) – polski hydrolog, profesor Uniwersytetu im. Adama Mickiewicza w Poznaniu.

## Życiorys
Absolwent I Liceum Ogólnokształcącego w Pleszewie Ukończył studia na Wydziale Elektrycznym Politechniki Poznańskiej i w 1978 rozpoczął pracę w Poznańskim Oddziale Instytutu Kształtowania Środowiska. Doktoryzował się w 1985 na Akademii Górniczo-Hutniczej w Krakowie, a habilitował w 2000 na tej samej uczelni. Od 1990 był pracownikiem Zakładu Hydrologii i Gospodarki Wodnej Uniwersytetu im. Adama Mickiewicza, a w 2010 został dyrektorem nowo utworzonego Zakładu Hydrometrii. W latach 2005–2008 był prodziekanem Wydziału Nauk Geograficznych i Geologicznych UAM, a od 2008 do 2012 był dziekanem tego wydziału.

## Zainteresowania i tematy naukowe
- warstwy wodonośne,
- migracja zanieczyszczeń w ośrodkach gruntowych,
- monitorowanie wód podziemnych w zakresie oddziaływania Kopalni Węgla Brunatnego Bełchatów[5].